# Jeremy Mayfield
Jeremy Allen Mayfield (Owensboro, 27 de maio de 1969) é um piloto de automóvel dos Estados Unidos da América.

## Carreira

### Início
Jeremy Mayfield iniciou a carreira no BMX. Passou a correr em karts em pistas locais. Em 1993 entrou na ARCA Series.

### NASCAR

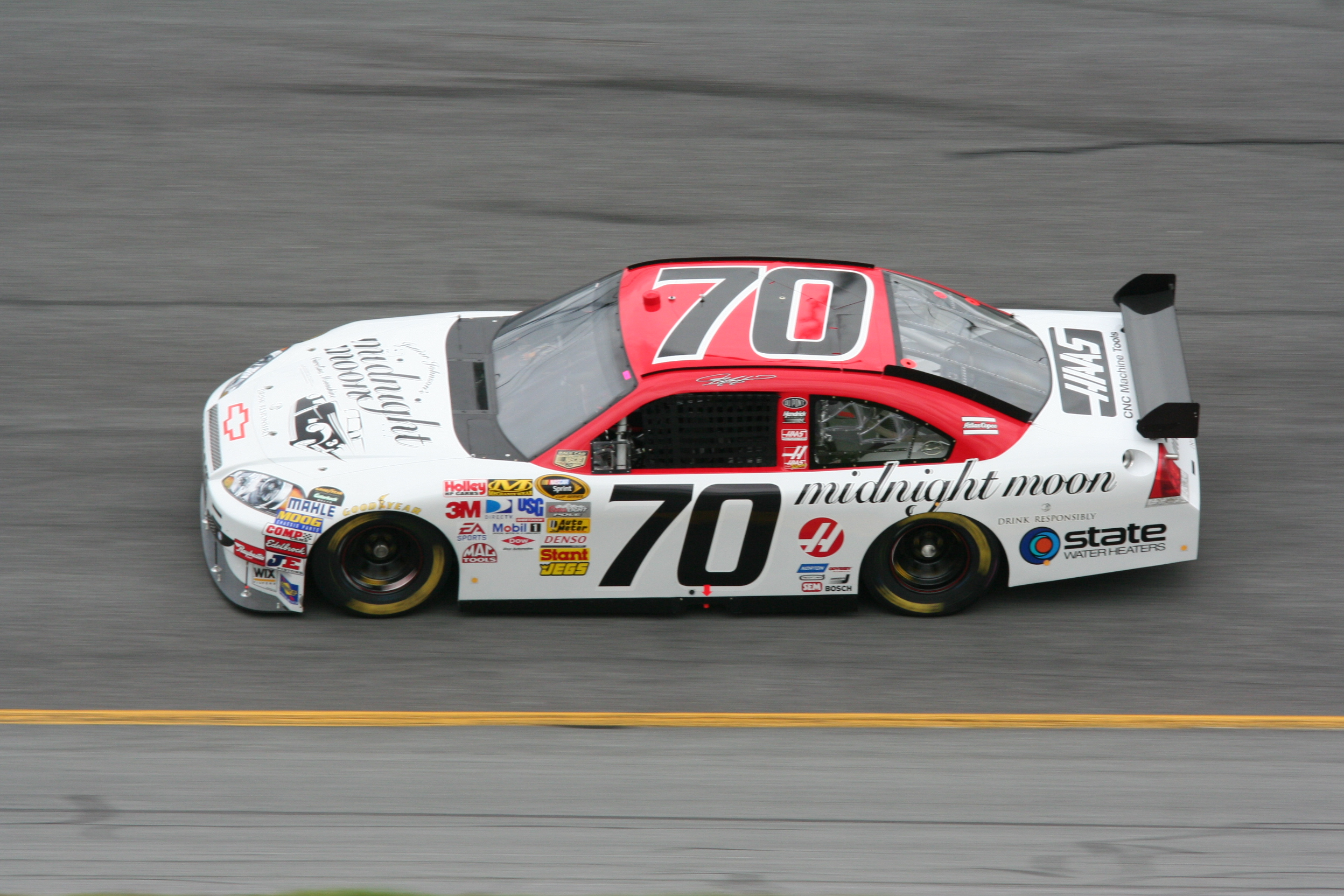
Carro de Jeremy Mayfield na NASCAR Cup Series de 2008.

Mayfield debutou na NASCAR em 1993 em uma única prova. Em 1994 correu pela equipe Sadler Bros na Nextel Cup. Liberado ao meio da temporada, correu por mais duas equipes nesse ano de estréia.
Em 1995 e início de 1996 correu pela equipe de Cale Yarborough conquistando uma pole no período. Passou a integrar a equipe de Michael Kranefuss até a mesma ser vendida e fazer parte da Penske Racing. Correndo com o carro Ford Taurus #12, Mayfield conquistou sua primeira vitória na NASCAR em Pocono e terminou o ano na sétima colocação no campeonato. Não conseguiu o mesmo desempenho no ano seguinte mas em 2000 venceu 2 provas e conquistou 4 poles, porém uma violação no carro encontrada na prova do California Speedway o tiraram 151 pontos. Mais tarde no ano em treino para a prova de Indianápolis. sofreu um acidente que o deixou algumas provas de fora.
Em 2001 após um desempenho ruim, foi liberado da equipe durante o campeonato ficando sem correr até o fim do ano. Assinou um contrato com a Evernham Motorsports para 2002 mas não conquistou nenhuma vitória nos 2 primeiros anos pela nova equipe. A quarta vitória de sua carreira veio na Chevy Rock and Roll 400 conquistando assim sua vaga no primeiro ano em que foi implementado o Chase for the Cup.  Porém terminou como o pior dos 10 classificados. Mais um vitória vindo de Michigan em 2005, colocou Mayfield mais uma vez nos playoffs terminando o ano em nono.
Em agosto de 2006 foi liberado da equipe após um desempenho fraco comparado aos seus dois companheiros de equipe sendo substituído por Bill Elliott provisoriamente e depois Elliott Sadler entrando definitivamente como piloto do carro. Assinou um novo contrato para correr em 2007 pela Bill Davis Racing dirigindo um Toyota.

## Principais Vitórias

### NASCAR -Nextel Cup
- 1998 - Pocono 500 (Pocono)

- 2000 - NAPA Auto Parts 500 (California) e Pocono 500 (Pocono)

- 2004 - Chevy Rock and Roll 400 (Richmond)

- 2005 - GFS Marketplace 400 (Michigan)